# Maria Kordula Józefa od św. Dominika Barré
Maria Kordula Józefa od św. Dominika Barré, (fra.) Marie-Cordule-Josèphe de Saint-Dominique Barré (świeckie Jeanne-Louise) (ur. 23 kwietnia 1750, zm. 23 października 1794 w Valenciennes) – błogosławiona Kościoła katolickiego, męczennica, ofiara prześladowań antykatolickich okresu francuskiej rewolucji.
Maria Kordula Józefa od św. Dominika Barré była siostrą zakonną z klasztoru urszulanek w Valenciennes. Śluby zakonne złożyła w 1777 roku. Po konfiskacie majątku klasztornego i wydaleniu zakonnic dokonanej przez władze w 1792 roku, do czasu przejęcia miasta przez wojska austriackie ukrywała się. Ponownie podjęła działalność wychowawczą do czasu powrotu wojsk rewolucyjnych w sierpniu 1774 roku. Pozostała w klasztorze wraz z przełożoną Marią Klotyldą od św. Franciszka Borgiasza Paillot i kilkoma współsiostrami do aresztowania, wyrokiem trybunału rewolucyjnego została skazana na śmierć i zgilotynowana 23 października. 
Przed egzekucją wybaczyła swoim katom przez ucałowanie rąk, a na szafot wzorem męczenników wczesnochrześcijańskich weszła odważnie i z pogodą.
Wspominana jest w dzienną rocznicę śmierci.
Proces informacyjny w diecezji Cabrai toczył się od 15 listopada 1900 do marca 1903 roku. Dekret o braku wcześniejszego publicznego kultu Służebnicy Bożej (non cultu ) ogłoszony został 27 listopada 1907, a dekret o męczeństwie 6 lipca 1919 roku.
Beatyfikacji Marii Korduli Józefy od św. Dominika Barré dokonał 13 czerwca 1920 roku papież Benedykt XV w grupie Męczennic z Valenciennes.